# Phasenkontrastmikroskopie

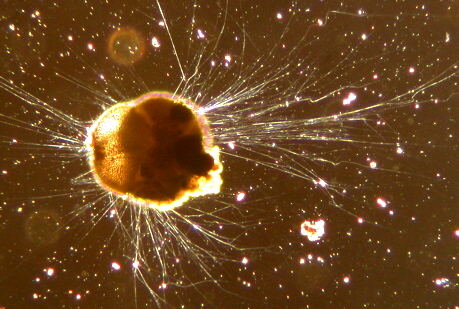
Der Einzeller Ammonia tepida im Phasenkontrast-Verfahren

Das Phasenkontrast-Verfahren (aus griechisch φασις, phasis „Erscheinung“ und lateinisch contra stare „entgegen stehen“) ist ein Abbildungsverfahren in der Lichtmikroskopie. Dabei macht man sich zu Nutzen, dass sich neben der Amplitude auch die Phase von Lichtwellen beim Durchgang durch ein Medium abhängig von seinem Lichtbrechungsindex verändert. So ist eine direkte Abbildung von Strukturen möglich, die nur einen geringen Eigenkontrast aufweisen und bei Hellfeldmikroskopie nur mit künstlicher Einfärbung sichtbar wären.
Weit verbreitet ist die Phasenkontrastmikroskopie bei der Untersuchung biologischer Proben, in denen sich die Objektteile nur geringfügig in ihrer Lichtabsorption, jedoch in ihrem Lichtbrechungsindex unterscheiden. Das Phasenkontrastverfahren wurde 1932 vom niederländischen Physiker Frits Zernike entwickelt und 1941 durch die Jenaer Carl-Zeiss-Werke in die mikroskopische Praxis eingeführt. 1953 erhielt Zernike für seine Entdeckung den Nobelpreis für Physik.

## Kontrast in der Lichtmikroskopie

Amplituden- und Phasenobjekt

Die Erkennbarkeit von Details in einem Bild hängt von der Auflösung und dem Kontrast des Bildes ab. Insbesondere die Lichtmikroskopie von biologischen Objekten wird in vielen Fällen durch Kontrastarmut der erzeugten Bilder beeinträchtigt.

### Amplituden- und Phasenobjekte

#### Amplitudenobjekte
Bei der Betrachtung im Hellfeld erscheinen nur Stellen im Bild gut sichtbar, die im Vergleich zur Umgebung in gewissem Umfang Licht absorbieren. Entweder durch allgemeine Lichtabsorption (Abdunklung), oder durch spektral spezifische Lichtabsorption (Eigenfarben). Solche Objekte nennt man auch Amplitudenobjekte.

#### Phasenobjekte
Mehr oder weniger klare und farblose Objekte haben nur geringe Wirkung auf die Amplitude des einfallenden Lichtes und erscheinen nur dann sichtbar, wenn sie ausnahmsweise einen sehr starken Unterschied im Brechungsindex im Vergleich zur Umgebung aufweisen. In der Regel weisen solche Objekte einen sehr schlechten Kontrast auf, da das menschliche Auge Phasenunterschiede als solche nicht wahrnehmen kann. Da solche Objekte im Gegensatz zu Amplitudenobjekten keinen wesentlichen Unterschied in der Amplitude des einfallenden Lichtes, sondern lediglich einen Unterschied in der Phase erzeugen, nennt man sie auch Phasenobjekte.

### Methoden zur Erhöhung des Kontrastes
Es gibt verschiedene Methoden, um den Kontrast zu erhöhen. Zum Beispiel werden einzelne Objekte oder ihre Bestandteile spezifisch mit Farbstoffen angefärbt. Eine andere Methode ist, die Beleuchtungsapertur zu verringern, indem man die Irisblende des Beleuchtungsapparats (des Kondensors) verengt. Dadurch werden Objektteile mit unterschiedlichem Lichtbrechungsindex mit stärkerem Kontrast dargestellt. Dieses Verfahren hat aber den schwerwiegenden Nachteil, dass die Auflösung des Bildes stark verringert wird, denn das Auflösungsvermögen des Mikroskops ist von der numerischen Apertur der Objektbeleuchtung abhängig. Außerdem ist durch künstliches Einfärben die Darstellung von lebendem biologischen Material nur schwer möglich, da viele Zellen durch das Färbemittel zugrunde gehen.

## Prinzip des Phasenkontrast-Verfahrens

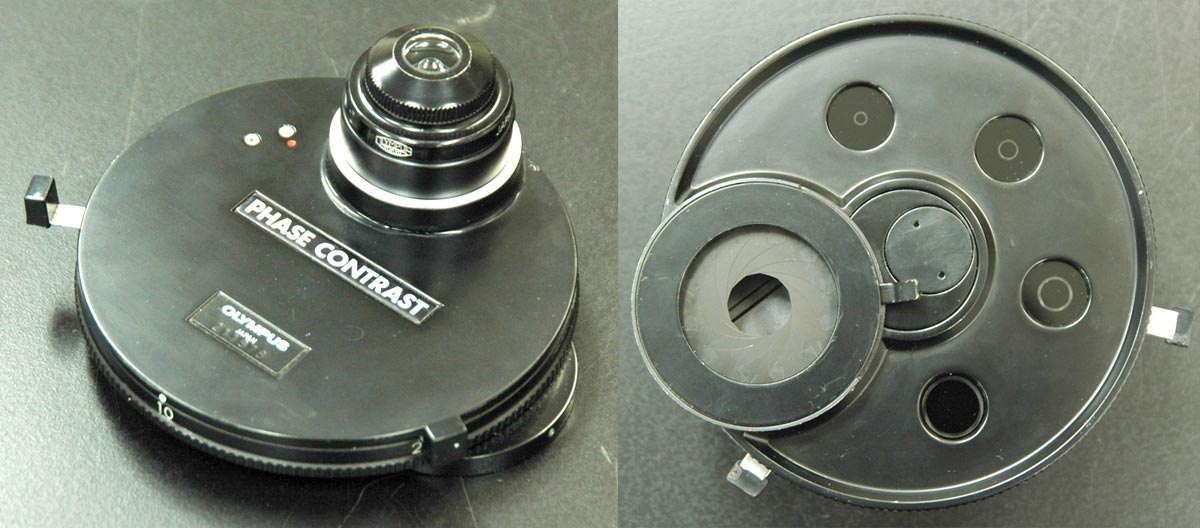
Kondensor mit verschiedenen Ringblenden für Phasenkontrast und einer Position für normale Hellfeldmikroskopie (mit Iris). Je nach verwendetem Objektiv muss eine andere Ringblende verwendet werden, die zum Phasenring im Objektiv passt.

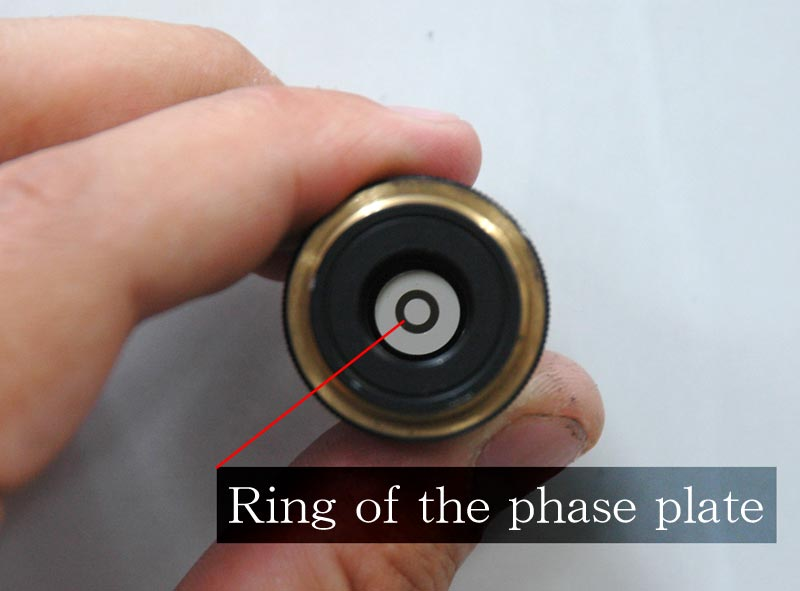
Blick auf die Rückseite eines Phasenkontrastobjektivs. Der Phasenring ist hier gut erkennbar.

Das Phasenkontrast-Verfahren von Frits Zernike nutzt Unterschiede im Lichtbrechungsindex und der Dicke des Objekts zur Erzeugung eines Hell-Dunkel-Kontrasts aus, ohne dabei die Beleuchtungsapertur und damit das Auflösungsvermögen des Mikroskops wesentlich zu verringern. Da sich Licht in Medien mit verschiedenen Lichtbrechungsindizes mit unterschiedlichen Geschwindigkeiten ausbreitet, ergibt sich beim Durchlaufen eines Objekts, das optisch dichter als seine Umgebung ist, ein Phasenunterschied gegenüber dem Licht, das dieses Objekt nicht durchläuft.
Um diese Phasenverschiebung in Helligkeitsunterschieden darstellen zu können, sind in einem Phasenkontrastmikroskop ein Phasenring im Objektiv sowie eine Ringblende in der Kondensorlinse eingebaut. Die Ringblende beschränkt den Lichteinfall auf die Probe auf einen bestimmten Einfallswinkel. Befindet sich kein Präparat unter dem Mikroskop, so trifft das gesamte durch die Ringblende einfallende Hintergrundlicht auf den Phasenring. Dieser besteht aus einem Material, welches das Licht dämpft und seine Phase gleichzeitig um 90° verschiebt.
Wird jedoch ein Präparat, beispielsweise eine Probe mit transparenten Zellen, in den Strahlengang gebracht, so wird an den Strukturen der Zellen das Licht durch Beugung teilweise abgelenkt. Dieses gebeugte Objektlicht verläuft im Gegensatz zum ungebeugten Licht jedoch überwiegend nicht durch den Phasenring und wird entsprechend nicht durch diesen beeinflusst. Allerdings verursacht die Beugung in der Probe ebenfalls eine Phasenverschiebung abhängig vom Brechungsindex.
In der Bildebene kommt es nun zur Interferenz zwischen Hintergrund- und Objektlicht. Damit ein größtmöglicher Kontrast erzielt wird, muss die Phasenverschiebung des Hintergrundlichts im Phasenring so eingestellt werden, dass das Hintergrundlicht bei Interferenz mit dem Objektlicht dieses möglichst weitgehend schwächt. Der Phasenring im Objektiv muss also ungefähr entsprechend den am meisten vorkommenden Lichtbrechungsindizes und Dicken der betrachteten Objekte bemessen sein. Dadurch erscheint nun das Objekt meist dunkel vor dem Hintergrund. Dies wird als positiver Phasenkontrast bezeichnet. Bei Objekten mit besonders hohem Lichtbrechungsindex (zum Beispiel Endosporen von Bakterien) schlägt der Kontrast um und sie werden heller als der Hintergrund dargestellt.
Bei einem seltener angewendeten Verfahren ist der Phasenring so bemessen, dass sich auch bei üblichen Objekten ein umgekehrter Kontrast ergibt, dass sie also hell auf dunklerem Hintergrund erscheinen; dies wird als negativer Phasenkontrast bezeichnet.
Durch die Benutzung des Phasenkontrast-Verfahrens wird die Auflösung eines Mikroskops nicht über die Beugungsgrenze hinaus verbessert.

Vergleich verschiedener Mikroskopiemethoden anhand einer Probe Tissue-Papier.
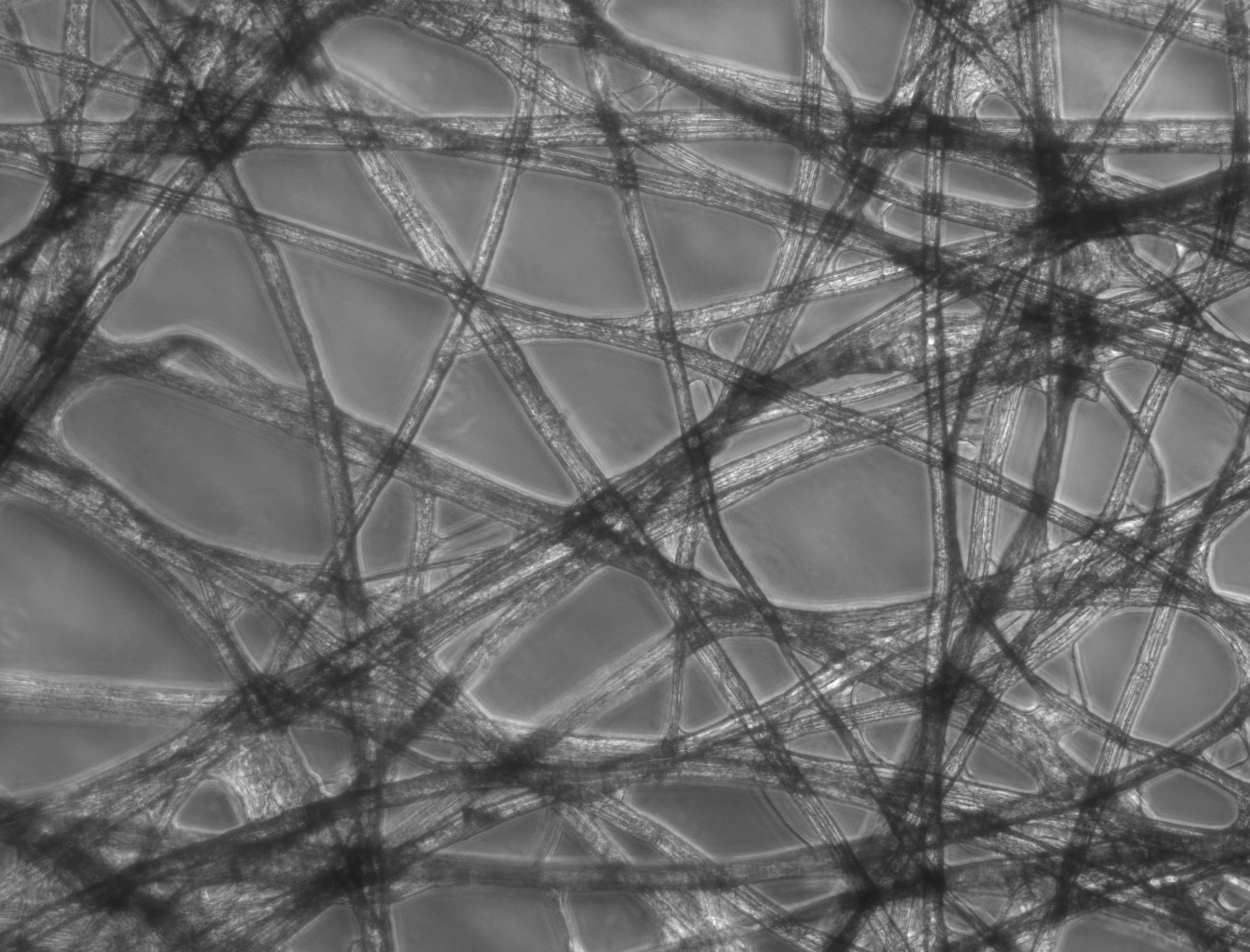
Phasenkontrast, Kontrast wird durch Interferenz verschiedenphasiger Lichtwellen nach Objektdurchgang erzeugt.
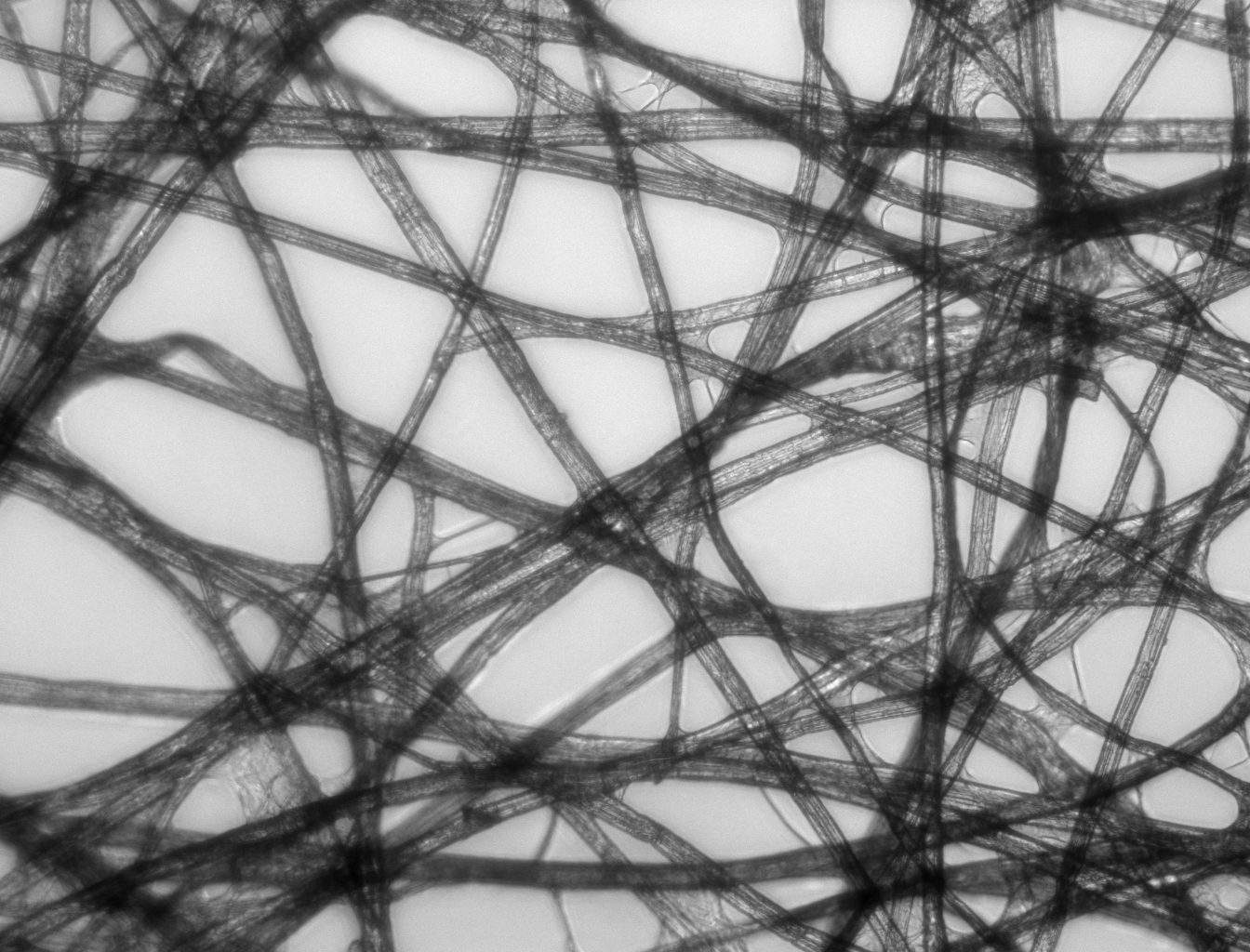
Hellfeldmikroskopie, Kontrast wird durch Absorption des Lichts im Objekt erzeugt.
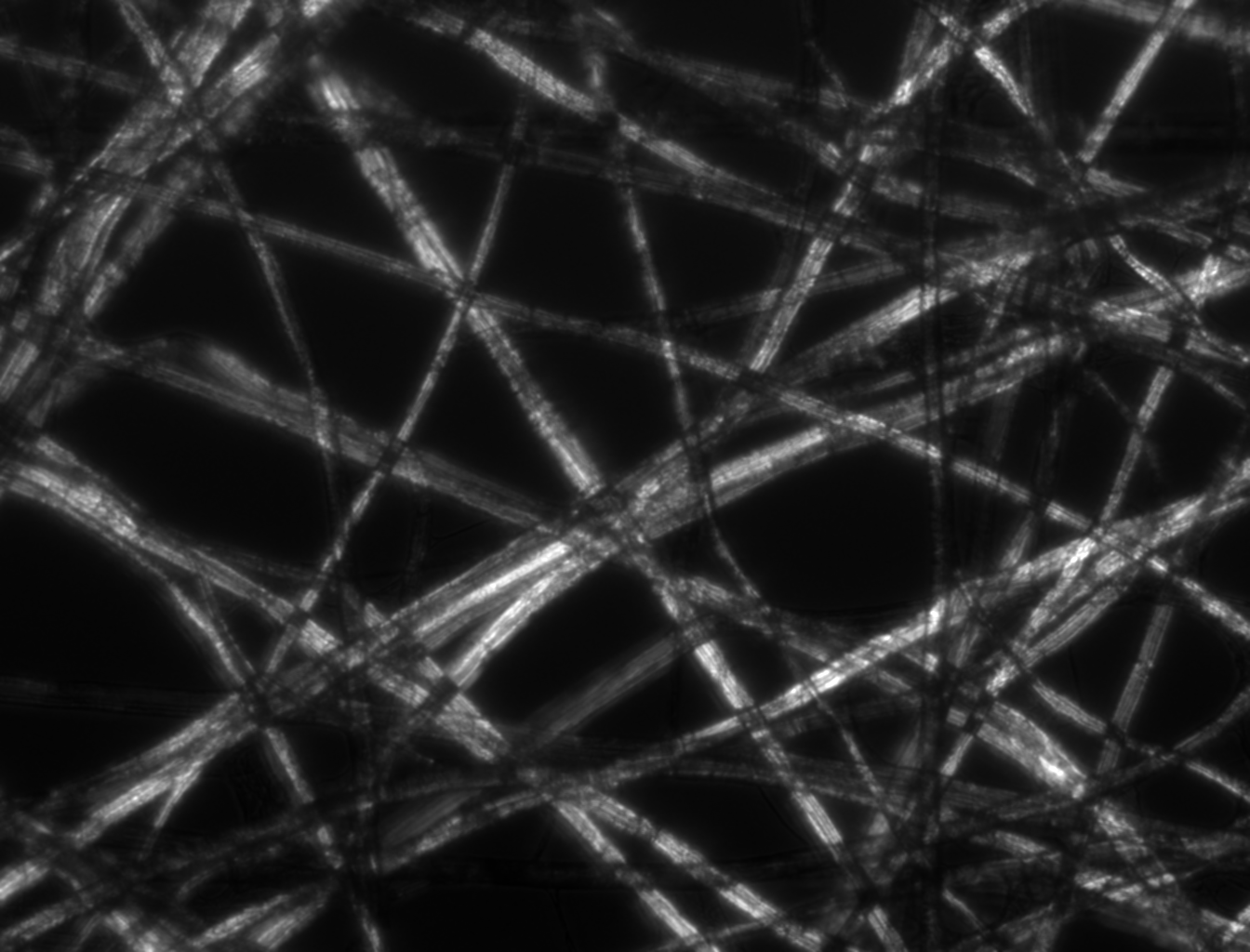
Polarisationsmikroskopie, Kontrast wird durch Rotation polarisierten Lichts in der Probe erzeugt.
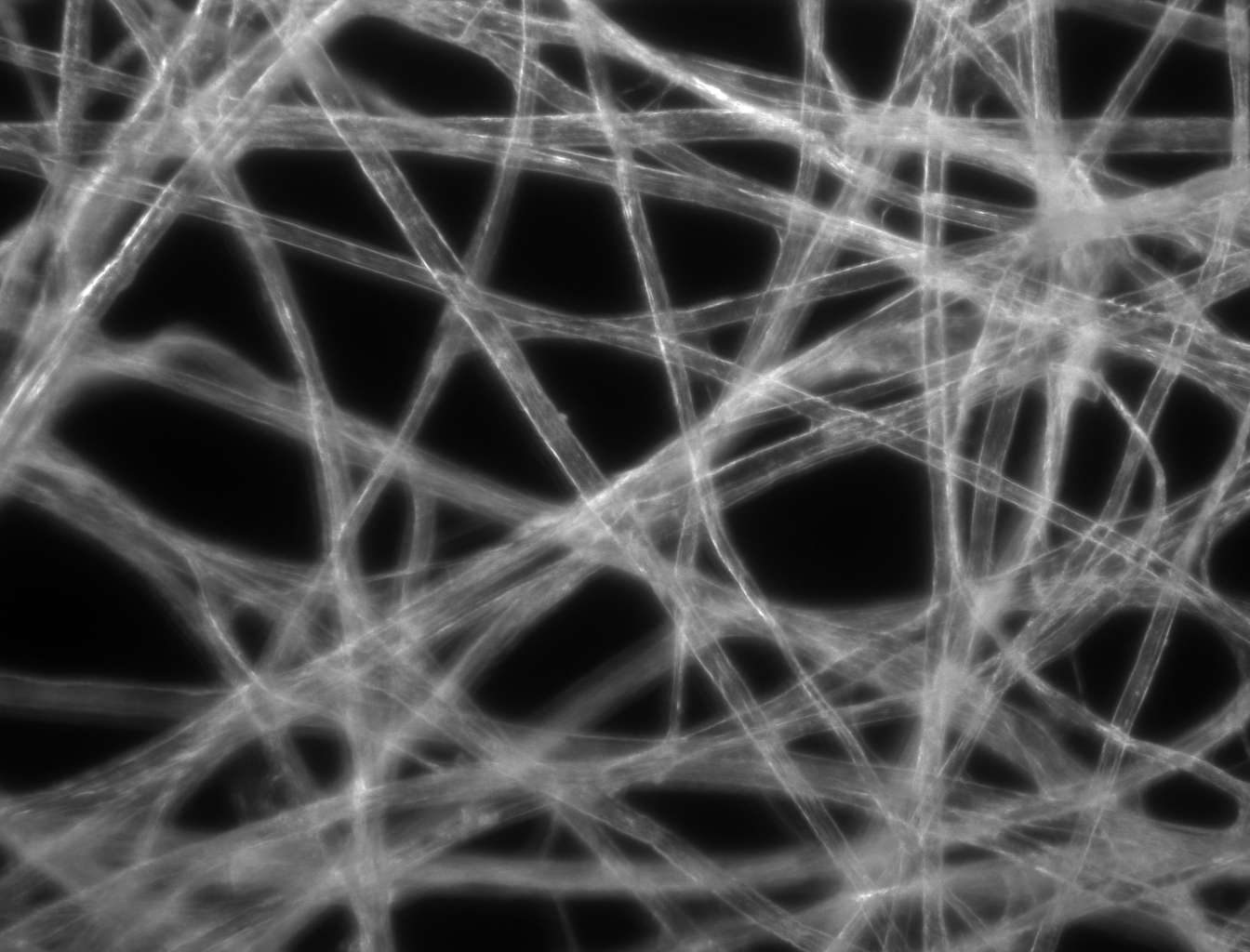
Dunkelfeldmikroskopie, Kontrast wird durch das im Objekt gestreute Licht erzeugt.

## Anwendungen

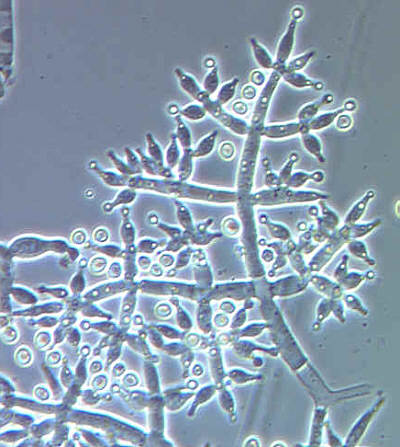
Trichoderma harzianum mit Konidiophoren
Phasenkontrastmikroskopie

Am häufigsten wird das Phasenkontrast-Verfahren in der Lichtmikroskopie biologischer Objekte eingesetzt. Insbesondere bei der Beobachtung von Zellen, die im normalen Lichtmikroskop nahezu unsichtbar sind, ergeben sich kontrastreiche Bilder ohne die Notwendigkeit einer Färbung. 
Bei der Pollenanalyse können mit Hilfe des Phasenkontrast-Verfahrens auch feinste Strukturen der Oberfläche von Pollenkörnern sichtbar gemacht werden. 
Weiterhin beruht die Bildentstehung in der hochauflösenden Transmissionselektronenmikroskopie und in hochauflösender Hellfeld-Raster-Transmissionselektronenmikroskopie auf dem Effekt des Phasenkontrasts – dabei jedoch dem der Wellenfunktionen der Strahlelektronen.